# A Boy and His Blob: Trouble on Blobolonia
A Boy and His Blob: Trouble on Blobolonia (Un ragazzo e il suo blob: Problemi su Blobolonia), conosciuto in Giappone come Fushigina Blobby: Blobania no Kiki (ふしぎなブロビー ブロバニアの危機, Misterioso Blobby: La Crisi di Blobania?), è un videogioco sviluppato nel 1989 per il Nintendo Entertainment System da David Crane, creatore della serie Pitfall!

## Modalità di gioco
A Boy and His Blob: Trouble on Blobolonia è un platform a scorrimento laterale in cui il protagonista e il suo amico Blob (nome completo Blobert) viaggiano insieme sulla Terra e sul pianeta natale di Blobert, in un'avventura per sconfiggere il malvagio imperatore di Blobolonia.
Blobert può cambiare la sua forma in molti diversi oggetti dopo aver mangiato una caramella gommosa (le jelly belly, jelly beans in America). Una caramella alla liquirizia per esempio trasformerà Blobert in una scala, mentre una caramella al miele lo trasformerà in un colibrì. La maggior parte di queste trasformazioni possono essere ricordate mnemonicamente grazie alla correlazione tra il gusto della caramella e l'oggetto risultante. Fischiare verso Blobert fa terminare la sua trasformazione in oggetto e lo fa tornare alla sua forma originaria, ed è spesso accompagnato da un motivetto simile al tema musicale principale del gioco.
È possibile costringere Blobert a mangiare una caramella al gusto di ketchup, lanciandogli prima una caramella al miele e dopo rapidamente quella al ketchup. Questo trasformerà il blob in un mattone che non ha alcuna utilità.
Il ragazzo deve sfruttare le varie tipologie di caramelle per attraversare i sotterranei della città sulla Terra, collezionare diamanti e tesori, e sconfiggere il boss finale su Blobolonia, l'Imperatore, usando le vitamine. L'Imperatore è così goloso che le vitamine gli saranno fatali.

## Versione giapponese
Quando il gioco è stato pubblicato in Giappone è stato rititolato Fushigi na Blobby: Blobania no Kiki. Gli sprite di gioco per il ragazzo sono stati cambiati aggiungendo dettagli e un look da anime, e la schermata iniziale con il titolo del gioco è stata cambiata per avere un look più colorato, in contrapposizione alla schermata inglese che vuole ricordare il logo dei film di Indiana Jones.

## Accoglienza
Il gioco è stato proclamato "best of show" nel 1989 durante la Consumer Electronics Show (CES). Il gruppo Parents' Choice Foundation lo ha premiato con un Parent's Choice Award nel 1990.

## Seguiti
Un sequel del gioco è stato pubblicato per Game Boy nel 1990 con il titolo The Rescue of Princess Blobette.
Una versione per Game Boy Advance titolato A Boy and His Blob: Jelly's Cosmic Adventure fu annunciato dalla Majesco e sarebbe stato pubblicato nel 2002. Invece è stato cancellato. Majesco annunciò un altro sequel per il Nintendo DS nel 2005 pubblicato da Skyworks Technologies. Sviluppato con grafica 3D, il gioco (che si svolgeva 6 anni dopo il primo) era schedulato per l'uscita l'11 novembre 2005. Nonostante si pensasse fosse completato, i problemi finanziari della Majesco hanno ritardato l'uscita indefinitavamente. Nell'agosto 2007, la versione per Nintendo DS venne cancellata. Il nuovo gioco doveva contenere 15 differenti gusti di caramelle e 15 livelli. Il touchscreen del DS sarebbe stato usato come mappa e per gestire le caramelle.
Un sequel per Wii è uscito il 15 gennaio 2010 sviluppato da WayForward technologies.